# هیلزدیل (ایندیانا)
هیلزدیل (به انگلیسی: Hillsdale) یک منطقهٔ مسکونی در ایالات متحده آمریکا است که در شهرستان ورمیلیون، ایندیانا واقع شده‌است. هیلزدیل ۱۹۰ متر بالاتر از سطح دریا واقع شده‌است.